# 本田愛美
本田愛美（日语：本田 愛美，9月19日—），日本女性配音員。出身於埼玉縣。現在是自由身，原屬GadgetLink。B型血。
作為占星術師藝名奧宮實。2018年舊用藝名本田真菜實。

## 演出作品

### 電視動畫
2011年
- 日常（立花美星）
- 未來日記（姆魯姆魯）

### OVA
2013年
- 未來日記（姆魯姆魯）

### 遊戲
2011年
- 日常〈宇宙人〉（立花美星）

2012年
- 超時空戰記（伊芙）
- 未來日記 第13位日記持有者 RE：WRITE（姆魯姆魯[5]）

2013年
- 鬼斬（茨木童子）
- 花冠之淚II 霸王的末裔（日语：ティアーズ・トゥ・ティアラII 覇王の末裔）

2015年
- 超時空戰記2（費歐娜）

### 廣播節目
- （Neowing：2012年4月2日－2013年10月22日）[6][7][8]

### 廣播劇CD
- （立花美星）

### 線上節目
- 第2回、第3回特別來賓

### 其它
- 『橄欖！Believe,"Olive"？（日语：オリーブ! Believe,"Olive"?）』Viral廣告（日语：バイラルCM）（月之宮鈴）

## 外部連結
- GadgetLink所屬期間的聲優簡介 （日語）
- （日語）－本田愛美的官方個人部落格。
- 本田愛美的X（前Twitter） （日語）
- 奧宮實的Instagram帳戶 （日語）
- （日語）－WEB THE TELEVISION（日语：ザテレビジョン）
- （日語）－WEB THE TELEVISION（日语：ザテレビジョン）
- （日語）－goo人名事典
- 本田愛美 （页面存档备份，存于） （日語）－oricon
- 本田愛美 （页面存档备份，存于） （日語）－allcinema（日语：allcinema）